# Torre de Juan Abad
Torre de Juan Abad ist ein Dorf und eine spanische Gemeinde (municipio) mit 944 Einwohnern (Stand: 2024) im Südosten der historischen Landschaft La Mancha in der Provinz Ciudad Real in der Region Kastilien-La Mancha in Zentralspanien. 

## Lage und Klima
Torre de Juan Abad liegt etwa 95 Kilometer südöstlich von Ciudad Real in einer Höhe von ca. 815 m. Das Klima ist meist trocken und warm; der spärliche Regen (ca. 525 mm/Jahr) fällt überwiegend in den Wintermonaten.

## Bevölkerungsentwicklung
| Jahr      | 1970 | 1981 | 1991 | 2001 | 2011 | 2021 |
| Einwohner | 3015 | 2166 | 1817 | 1366 | 1196 | 989  |

Infolge der Mechanisierung der Landwirtschaft, der Aufgabe bäuerlicher Kleinbetriebe („Höfesterben“) und der dadurch ausgelösten „Landflucht“ ist die Einwohnerzahl des Ortes in der zweiten Hälfte des 20. Jahrhunderts deutlich gesunken.

## Sehenswürdigkeiten
- Burgruine von Montizón
- Marienkirche (Iglesia Nuestra Señora de los Olmos) mit historischer Orgel
- Marienkapelle (Ermita Templaria de la Virgen de la Vega)
- Rathaus

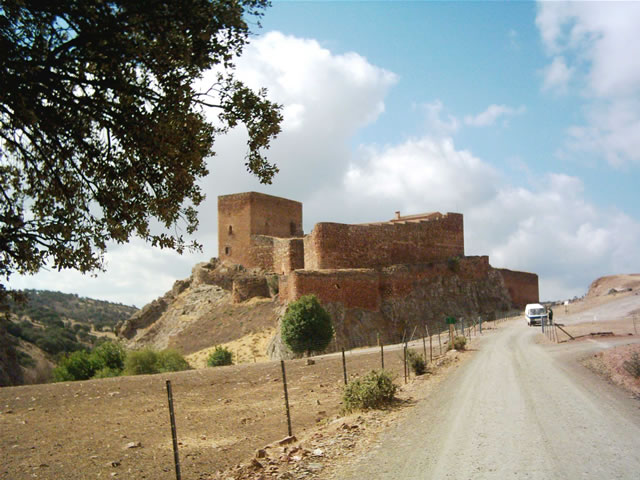
Burgruine von Montizón
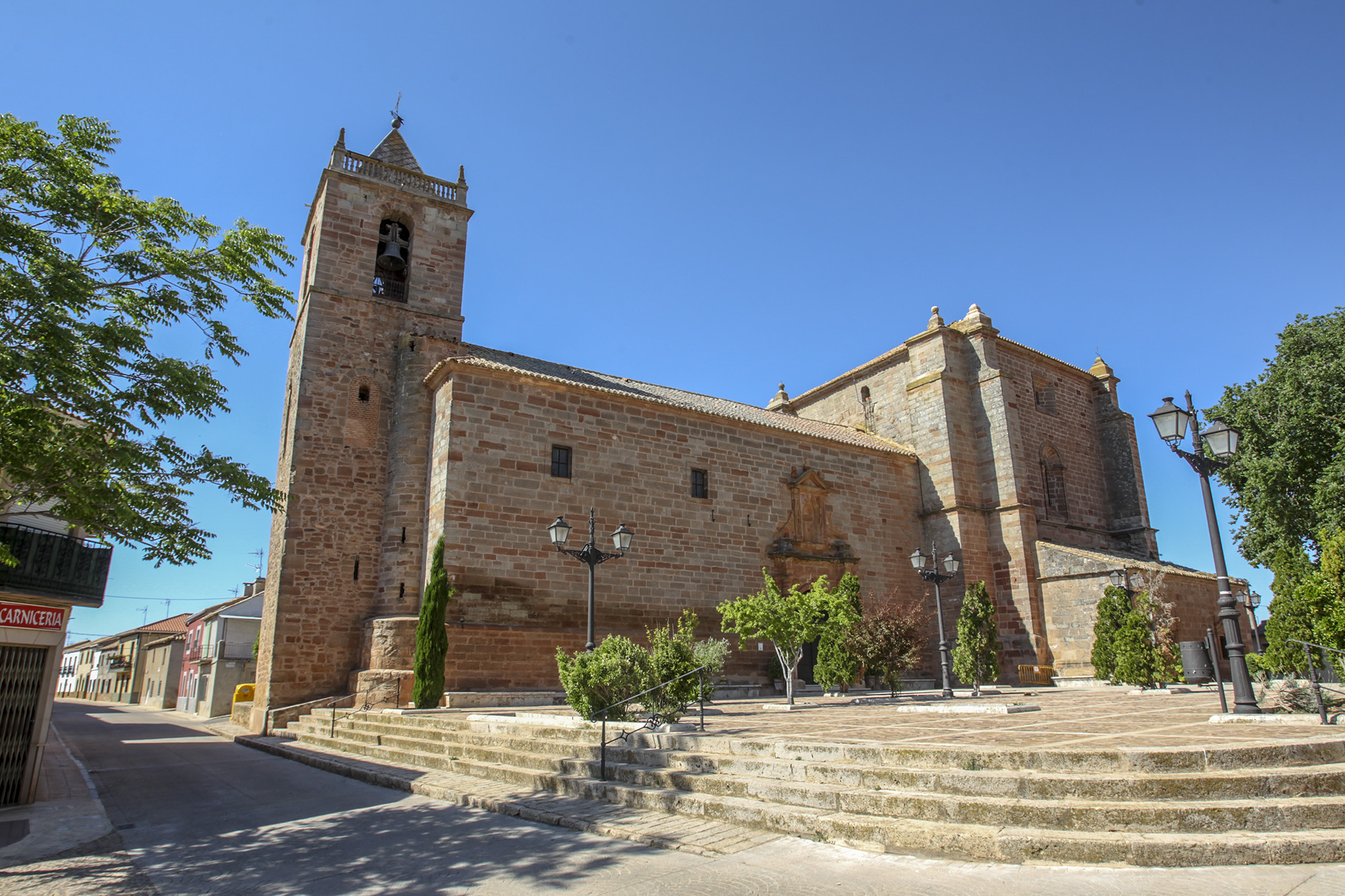
Marienkirche
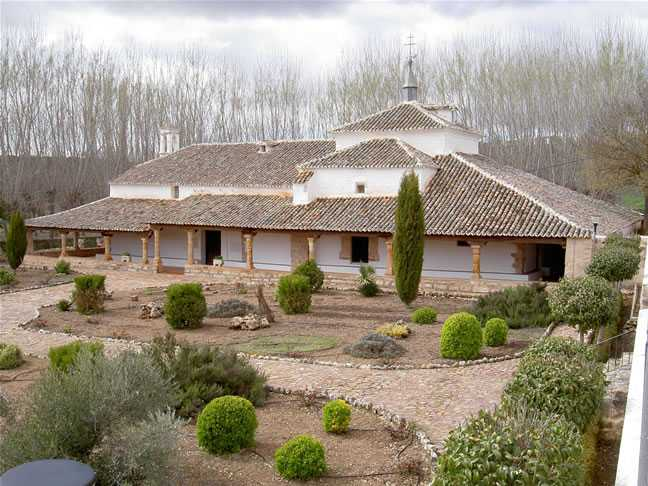
Marienkapelle
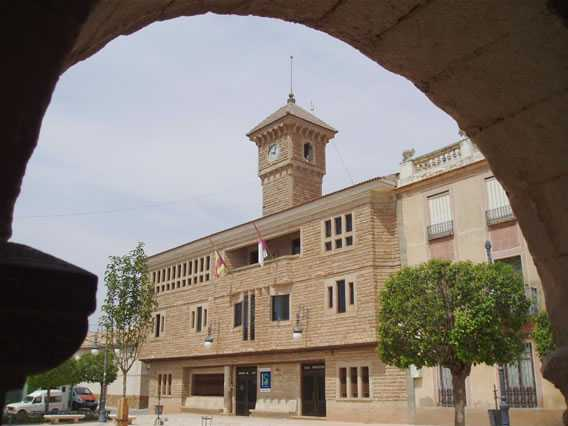
Rathaus